# حديبة بين وريدية
الحُدَيبَةُ بَينَ الوَريدِيَّة هي عبارة عن نتوء صغير في الجدار الخلفي المُبطِن الأذين الأيمن، فوق الانخفاض البيضوي. وهي واضحة في قلوب الحيوانات ذوات الأربع ونادراً ما تكون واضحة في قلب الانسان.
في المرحلة الجنينة، يوجّه الدم من الوريد الأجوف العلوي نحو الفتحة الأذينية البطينية.

## الروابط الخارجية
- Photo at wsu.edu (vet)